# Heroldsberg
Heroldsberg là một đô thị thuộc huyện Erlangen-Höchstadt, trong bang Bayern, nước Đức. Đô thị Heroldsberg có diện tích 11,02 km², dân số thời điểm 31 tháng 12 năm 2006 là 7408 người. Đây là nơi có trụ sở của Schwan-Stabilo.